# Paya Besar
Paya Besar is een bestuurslaag in het regentschap Ogan Ilir van de provincie Zuid-Sumatra, Indonesië. Paya Besar telt 1058 inwoners (volkstelling 2010).